# アナスタシア・マルフォートラ

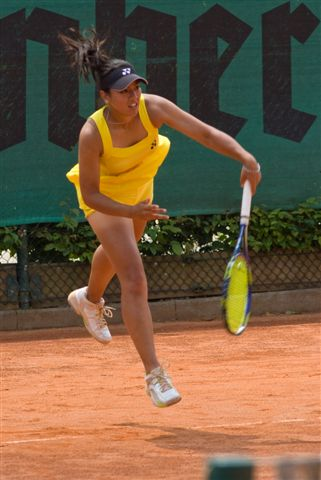

伊藤・アナスタシア・マルフォートラ（Ito Anastasia Malhotra, 1989年12月12日 - ）は、日本の岐阜県出身の女子プロテニスプレーヤー。ヨネックスとスポンサー契約を結んでいる。

## 経歴
父親はインド人の父とギリシャ人の母との間に生まれたイギリス人で、母親が日本人。『マルフォートラ』はインド系の姓である。4歳から7年間イギリスに暮らしていた 。テニスは2歳から父をコーチに始めた。湘南高校通信制（現・神奈川県立横浜修悠館高等学校）を経て2005年10月にプロ転向。2008年には第87回毎日テニス選手権の女子シングルスで優勝した。